# Emily Fisher Landau
Emily Fisher Landau (* 23. August 1920 in Glens Falls, New York, USA als Emily Lanzer; † 27. März 2023 in Palm Beach, Florida, USA) war eine US-amerikanische Kunstsammlerin.

## Biografie
Emily Lanzer wurde 1920 in Glens Falls geboren und wuchs in Washington Heights, Manhattan, New York City, auf. Sie machte eine Ausbildung zur Sekretärin, wie ihr Vater es wünschte, obwohl sie selbst lieber Kunst studiert hätte.
In erster Ehe war sie mit dem Immobilienentwickler Martin Fisher verheiratet. Sie begann in den 1960er Jahren, hobbymäßig Kunst zu sammeln. Der erste Kauf war ein Mobile von Alexander Calder. 1969 wurde bei einem spektakulären Einbruch ihre wertvolle Juwelensammlung geraubt. Das Geld aus der Versicherung investierte sie in Kunstwerke, unter anderem von Henri Matisse, Piet Mondrian, Hans Arp, Mark Rothko, Robert Rauschenberg und Andy Warhol, um nur einige der prominenten Künstler zu nennen, die in ihrer Sammlung vertreten waren.
Mit dem Tod ihres Mannes 1976 unterbrach sie ihre Sammelleidenschaft. 1978 heiratete sie den Kleidungsfabrikanten Sheldon Landau. Um 1980 ermunterte sie der Designer Bill Katz, auch jüngere Künstler zu sammeln.
1991 eröffnete sie das Fisher Landau Center for Art, das 1500 Kunstwerke in einer ehemaligen Fabrikhalle in Long Island City, Queens, zeigte. 2010 schenkte sie dem Whitney Museum of American Art, in dessen Beirat sie lange Zeit saß, über 400 Werke. Sie war außerdem Beiratsmitglied des Museum of Modern Art und Vorstandsmitglied der Kunstorganisation SITE Santa Fe und des Georgia O’Keeffe Museums in New Mexico. Das Fisher Landau Center wurde 2017 geschlossen.
Emily Fisher Landau starb am 27. März 2023 im Alter von 102 Jahren. 120 Werke aus ihrer Sammlung wurden am 8. und 9. November 2023 von Sotheby’s versteigert; Picassos Frau mit Armbanduhr (Femme à la montre) von 1932 wurde dabei für 139 Millionen US-Dollar verkauft.